# 少年少女プロジェクト特集
少年少女プロジェクト特集（しょうねんしょうじょプロジェクトとくしゅう）は、1998年4月25日から2000年11月25日までNHK教育テレビで放送されていたテレビ番組である。

## 概要
10代の若者の本音を徹底的に聞き出すことを目的とした教育番組である。「ききたい!10代の言い分」をメイン企画に、教師や子育て、父親をテーマにした特別編も放送された。
ききたい!10代の言い分
毎回、テーマについて全国の中学生・高校生にアンケートを実施、その中から様々な意見を持つ約20人をスタジオに集め、討論する。この企画を発展させた番組『真剣10代しゃべり場』が2000年4月よりレギュラー放送された。

## 出演者
ききたい!10代の言い分
- 司会：杉浦圭子
- 聞き手：江川紹子

どこがおかしい?日本の子育て／10代が語る理想の教育
- 司会：池上彰、杉浦圭子、江川紹子

今 父親を考える
- 司会：香川照之、杉浦圭子

10代に聞く 少年犯罪をどう思いますか
- 司会：町永俊雄、杉浦圭子

## 放送リスト
| 放送タイトル                                                 | 放送日時                           |
| ------------------------------------------------------------ | ---------------------------------- |
| ききたい!10代の言い分 教師・学校編                           | 1998年04月25日 土曜日21:00 - 23:00 |
| ききたい!10代の言い分 親・家族編                             | 1998年05月30日 土曜日21:00 - 23:00 |
| ききたい!10代の言い分 友だち編                               | 1998年06月27日 土曜日21:00 - 23:00 |
| ききたい!10代の言い分 いま一番言いたいこと                   | 1998年08月08日 土曜日21:00 - 23:00 |
| ききたい!10代の言い分 授業・勉強編                           | 1998年10月10日 土曜日21:00 - 23:00 |
| ききたい!10代の言い分 不登校編                               | 1998年11月14日 土曜日21:00 - 23:00 |
| 日本の学校・ここを変えて!21世紀に生かせ子どもたちの声        | 1999年01月10日 日曜日09:00 - 23:00 |
| 先生だって悩んでいる 教師の本音・徹底討論                    | 1999年02月20日 土曜日21:00 - 23:00 |
| ききたい!10代の言い分 コミュニケーション編                   | 1999年05月08日 土曜日19:00 - 21:00 |
| ききたい!10代の言い分 ファッション編                         | 1999年06月19日 土曜日19:00 - 21:00 |
| ききたい!10代の言い分 食生活編                               | 1999年07月17日 土曜日19:00 - 21:00 |
| どこがおかしい?日本の子育て                                  | 1999年08月28日 土曜日18:30 - 23:00 |
| ききたい!10代の言い分 情報編                                 | 1999年11月13日 土曜日19:00 - 21:00 |
| ききたい!10代の言い分 総集編                                 | 1999年12月31日 金曜日12:00 - 15:00 |
| ききたい!10代の言い分 恋愛編                                 | 2000年01月15日 土曜日19:00 - 21:00 |
| 10代が語る理想の教育 第1部 だから好き!こんな先生・こんな学校 | 2000年03月18日 土曜日15:00 - 17:00 |
| 10代が語る理想の教育 第2部 だから好き!こんな親・こんな家族   | 2000年03月18日 土曜日18:45 - 21:00 |
| 今 父親を考える 第1回 お父さんのここを変えて                 | 2000年07月01日 土曜日21:00 - 21:30 |
| 今 父親を考える 第2回 お父さんの言い分                       | 2000年07月29日 土曜日21:00 - 21:30 |
| 今 父親を考える 第3回 それなら どうする日本のお父さん        | 2000年08月26日 土曜日18:30 - 23:00 |
| 10代に聞く 少年犯罪をどう思いますか                          | 2000年11月25日 土曜日18:30 - 23:00 |

## 関連書籍
- 証言10代 もっと言いたい!私たちのこと（江川紹子・NHK少年少女プロジェクト編、日本放送出版協会、1998年11月）
- 徹底討論 中学教師の胸のうち（NHK少年少女プロジェクト編、岩波書店、1998年12月21日）
- 学校を変えよう!（江川紹子・NHK少年少女プロジェクト編、日本放送出版協会、1999年6月）